# The Rolling Stones Australian Tour 1966
Dziewiętnasta w historii i pierwsza z czterech tras koncertowych odbytych w 1966 roku przez grupę The Rolling Stones.

## The Rolling Stones
- Mick Jagger – wokal prowadzący, harmonijka
- Keith Richards – gitara, wokal wspierający
- Brian Jones – gitara, harmonijka, wokal wspierający
- Bill Wyman – gitara basowa, wokal wspierający
- Charlie Watts – perkusja, instrumenty perkusyjne

## Lista koncertów
| Data                      | Miasto     | Kraj          | Miejsce                              |
| ------------------------- | ---------- | ------------- | ------------------------------------ |
| 18 lutego 1966 2 koncerty | Sydney     | Australia     | Commemorative Auditorium Showgrounds |
| 19 lutego 1966 2 koncerty | Sydney     | Australia     | Commemorative Auditorium Showgrounds |
| 21 lutego 1966 2 koncerty | Brisbane   | Australia     | Brisbane City Hall                   |
| 22 lutego 1966 2 koncerty | Adelaide   | Australia     | Centennial Hall                      |
| 24 lutego 1966 2 koncerty | St Kilda   | Australia     | Palais Theatre                       |
| 25 lutego 1966 2 koncerty | St Kilda   | Australia     | Palais Theatre                       |
| 26 lutego 1966 2 koncerty | St Kilda   | Australia     | Palais Theatre                       |
| 28 lutego 1966 2 koncerty | Wellington | Nowa Zelandia | Wellington Town Hall                 |
| 1 marca 1966 2 koncerty   | Auckland   | Nowa Zelandia | Auckland Civic Theatre               |